# Запис Младеновића оброк Вишњица (Темска)
Запис Младеновића оброк Вишњица (Темска) се налази на парцели чији је власник Младеновић Будимка.

## Локација
| Општина             | Пирот                                                                       |
| Катастарска општина | Темска                                                                      |
| Потес               | Селиште                                                                     |
| Координате          | 43° 14′ 34″ С; 22° 31′ 43″ И / 43.242800000000003° С; 22.528700000000001° И |
| Надморска висина    | 385m                                                                        |

## Карактеристике
Дендрометријске вредности утврђене на терену и сателитским снимцима:
| Стабло                     | Крст |
| Висина стабла              | m    |
| Обим дебла                 | m    |
| Пречник крошње             | 0m   |
| Пречник дебла              | m    |
| Висина дебла до прве гране | m    |

## База записа
Запис је у оквиру Викимедија пројекта "Запис - Свето дрво" заведен под редним бројем 0828.